# قرة خان بندي (غرمخان)
قرة خان بندي (بالفارسية: قره خان بندی) هي قرية تقع في إيران في قسم غرمخان الريفي. يقدر عدد سكانها بـ 615 نسمة بحسب إحصاء 2016.